# Giuseppe Rossi
Giuseppe Rossi (n. 1 februarie 1987, Teaneck, SUA) este un fotbalist Italian născut în SUA, care joacă ca atacant la SPAL 2013 în Serie B din Italia.

## Cariera
În anul 2000, la vârsta de 12 ani, Giuseppe Rossi a semnat cu Parma. La vârsta de 17 ani a fost transferat pe 200 000 de lire sterline la Manchester United, unde a semnat primul său contract de profesionist. Acolo, a jucat până în ianuarie 2007, perioadă în care a fost împrumutat la Newcastle și la Parma.
în vara anului 2007, Giuseppe Rossi a semnat cu Villarreal CF, unde a marcat 11 goluri în 27 de meciuri și a devenit una dintre revelațiile din sezonul 2007-08.
La sfârșitul sezonului 2008/09 a apărut în presă zvonuri despre interesul mai multor cluburi pentru Rossi, precum Juventus FC , care a oferit 18 milioane de euro plus David Trezeguet, Manchester City sau Manchester United.  În ianuarie 2011, și-a prelungit contractul cu Villarreal CF până în anul 2016.
Pe 26 octombrie 2011 Rossi a suferit o ruptură a ligamentului încrucișat la genunchiul drept, intr-un meci a lui Villarreal CF, împotriva lui Real Madrid pe Santiago Bernabeu. În luna aprilie a anului 2012, Rossi a fost în ultimele stadii de recuperare, dar în timpul unui antrenament recade din accidentare, ce il va ține departe de terenuri pentru cel puțin șase luni. Aceasta accidentare nu i-a permis să joace cu Villarreal ultimuele meciuri din Liga BBVA și a trebuit să privească din exterior retrogradarea "submarinului galben".
În luna ianuarie a anului 2013 a fost transferat la Fiorentina. Echipa italiană a plătit 10 milioane de euro, și alte 6 ca bonus pentru transfer. Pe 26 August, în primul meci al sezonului în Calcio, marchează primul său gol împotriva Cataniei. Nu mai marca din 2011. Cu toate acestea, se va accidenta din nou în 2014 și nu se mai întorcea pentru a juca până în August 2015. 
Rossi juca puțin la Fiorentina, și în perioada de transferuri de iarnă 2015-2016 se întoarce în Liga BBVA, să semneze cu Levante Union Deportiva. Ajuns la clubul din Valencia într-o situație critică, cu echipa pe ultimul loc ]n Primera División. În ciuda meciurilor bune a lui Rossi, clubul a încheiat pe ultima poziție și, prin urmare, retrogradarea l-a Doua Divizie.